# Неорганічна хімія
Неоргані́чна хі́мія — галузь науки про хімічні елементи, їх прості та складні сполуки (крім органічних), а також закономірності перетворення цих речовин. Неорганічна хімія вивчає хімічні елементи і утворені ними прості і складні речовини (крім органічних сполук вуглецю). Забезпечує створення матеріалів новітньої техніки. На цей момент у світі нараховується близько 400 000 неорганічних речовин.
Теоретичним фундаментом неорганічної хімії є періодичний закон і заснована на ньому періодична система хімічних елементів. Найважливіше завдання неорганічної хімії полягає в розробці та науковому обґрунтуванні способів створення нових матеріалів з потрібними для сучасної техніки властивостями.

## Історичне визначення
Історично назва неорганічна хімія походить від уявлення про частину хімії, яка займається дослідженням елементів, сполук, а також реакцій речовинами неживої та живої природи, оскільки живі істоти продукують багато неорганічних речовин, а майже всі органічні сполуки можна синтезувати в лабораторії. Проте розподіл на різні галузі хімії є актуальним та потрібним як і раніше, оскільки механізми реакцій, структура речовин у неорганічній та органічній хімії розрізняються. Це дає змогу простіше систематизувати методи та способи дослідження у кожній із галузей.

## Основні напрямки досліджень

### Прості речовини
Оскільки прості речовини дуже широко використовуються у хімічній промисловості, неорганічна хімія вивчає будову простих речовин, їх хімічні та фізичні властивості, методи отримання.

### Сполуки елементів основних груп
Неорганічна хімія вивчає методи отримання сполук елементів основних груп періодичної таблиці, їх властивості, поширення в природі та використання. Також неорганічна хімія вивчає загальні правила та закони, які витікають із порівняння властивостей різних речовин, а також шукає пояснення цих правил та законів.

### Сполуки перехідних металів
Сполуки металів 4–11 груп в довгоперіодному варіанті таблиці називають сполуками перехідних металів.
Сполуки перехідних металів можуть утворювати дуже велику кількість координаційних сполук з різноманітною геометрією: від тетраедра для титану, планарного квадрата для деяких комплексів нікелю до октаедра для комплексних сполук кобальту. Багато перехідних металів виконують важливу роль у біологічних процесах (залізо в гемоглобіні).

### Металоорганічні сполуки
До металоорганічних сполук належать сполуки, в яких метал безпосередньо зв'язаний з органічним вуглецем. Метал може бути як з основної групи, так і перехідним металом.
Металоорганічні сполуки виділяють в окрему категорію, оскільки органічні ліганди часто є чутливими до гідролізу або окиснення, що вимагає від металоорганічної хімії використання особливих препаративних засобів та методів.

## Хімічні реакції
У неорганічній хімії важливу роль відіграють хімічні реакції. Найважливішими з них є кислотно-основні реакції та окисно-відновні реакції. Як правило ці реакції є рівноважними та з високою ентальпією. Через це хімічні реакції у неорганічній хімії є дуже швидкими і з високим виходом продуктів реакції. На противагу, хімічні реакції у органічній хімії є часто повільними і не завжди з високим виходом продуктів реакції.
У процесі окисно-відновної реакції відновник віддає електрони, тобто окиснюється; окисник приєднує електрони, тобто відновлюється. Причому будь-яка окисно-відновна реакція є єдність двох протилежних перетворень — окиснення та відновлення, що відбуваються одночасно та без відриву одне від одного. Типовими і найпростішими окисно-відновними реакціями є утворення сполук з окремих елементів: наприклад утворення води з кисню і водню, чи корозія металів коли, наприклад, залізо реагує з киснем з утворенням оксидів.
У кислотно-основних реакціях відбувається перенесення протона. Кислота передає основі протон. При цих реакціях в основному утворюється вода і сіль. Наприклад:
{\displaystyle \mathrm {H_{3}O_{(aq)}^{+}+Cl_{(aq)}^{-}+Na_{(aq)}^{+}+OH_{(aq)}^{-}\longrightarrow \ Na_{(aq)}^{+}+Cl_{(aq)}^{-}+2\ H_{2}O} }
Хлоридна кислота + гідроксид натрію реагують у водному розчині з утворенням хлориду натрію та води.
Такі реакції протікають також швидко і легко контролюються за допомогою індикатора, що дає змогу використовувати їх у аналітичній хімії.
Утворення нерозчинних чи газоподібних продуктів реакції є їх важливою рушійною силою. При цьому ці продукти залишають зону реакції і при цьому зрушують рівновагу у сторону утворення цих продуктів так, що реакція протікає до кінця. Так наприклад при реакції розчинів хлориду барію та сульфату натрію, утворюється важкорозчинний сульфат барію. При його відфільтруванні у розчині, що залишився не знаходять більше йонів барію.
{\displaystyle \mathrm {BaCl_{2}+Na_{2}SO_{4}\longrightarrow BaSO_{4}+2\ NaCl} }
Реакції такого типу відіграють також важливу роль у аналітичній хімії. Різномнітні неорганічні сполуки можуть при високих температурах розкладатися з виділенням газів. Так, при нагріванні карбонат кальцію, не плавлячись, розкладається з утворенням оксиду кальцію і діоксиду вуглецю:
{\displaystyle \mathrm {CaCO_{3}\longrightarrow CaO+CO_{2}} }↑

## Методи дослідження неорганічних сполук
З погляду на велику різноманітність неорганічних сполук та їх властивостей у неорганічній хімії використовують багато методів аналізу для їх характеристики. Старішими методами є визначенення загальних властивостей речовини, таких як температура плавлення, електропровідність, розчинність чи кислотність тощо. З приходом квантової теорії та розвитком електронного обладнання у вжиток входять нові інструменти для дослідження будови, властивостей неорганічної речовини чи перебігу процесів. Часто паралельно з описом експериментальних даних використовують також і відповідно розраховані теоретичні моделі.
Часто використовуються такі методи дослідження неорганічних сполук:
- Рентгеноструктурний аналіз, дає змогу описати кристалічну структуру неорганічних речовин
- Різноманітні методи спектроскопії:
  - Оптична спектроскопія
  - ЯМР-спектроскопія
  - Інфрачервона спектроскопія
  - Електронний парамагнітний резонанс
  - Мессбауерівська спектроскопія
- електрохімічні методи, наприклад Циклічна вольтамперометрія

та ін.

## Галузі неорганічної хімії
- Хімія твердого тіла
- Хімія комплексних сполук
- Хімія неметалів
- Хімія металів
- Кристалографія
- Атмосферна хімія
- та ін.

## Технічне застосування
Неорганічна хімія є основою для багатьох хімічних процесів і використовується у:
- Хімії напівпровідників
- Мінералогії
- Металургії
- Виробництво сталі, заліза
- Виробництво цементу, бетону, будівельних розчинів
- Виробництво кераміки

## Неорганічна хімія в Україні
В Україні дослідження з неорганічної хімії проводяться в Інститут загальної та неорганічної хімії імені В. І. Вернадського НАН України та в інших науково-дослідних і науково-технічних інститутах, на хімічних факультетах університетів.

## Провідні наукові журнали
- Advances in Inorganic Chemistry
- Inorganic Chemistry
- Inorganic Chemistry Communications
- Inorganic and Nuclear Chemistry Letters (з 1982 року виходить під назвою Polyhedron)
- Inorganica Chimica Acta
- Inorganica Chimica Acta Reviews
- Journal of Inorganic and Nuclear Chemistry (з 1982 року виходить під назвою Polyhedron)
- Журнал неорганической химии[ru]
- Український хімічний журнал